# Belovo (město v Rusku)
Belovo (rusky Бело́во) je město v Kemerovské oblasti v Ruské federaci. Při sčítání lidu v roce 2010 mělo zhruba šestasedmdesát tisíc obyvatel.

## Poloha a doprava
Belovo leží na západě centrální části Kuzněcké pánve na říčce Bačatu, levém přítoku Ini v povodí Obu. Od Kemerova, správního střediska oblasti, je vzdálen přibližně 150 kilometrů jižně.
Přes Belovo vede železniční trať z Novosibirska do Novokuzněcka, z které se zde odpojuje krátká místní trať vedoucí na jihozápad přes Gurjevsk do Salairu.

## Dějiny
První písemná zmínka o vesnici Belovo je z roku 1726. V roce 1855 se zde začalo těžit uhlí. Od roku 1938 je Belovo městem.

### Rodáci
- Viktor Fjodorovič Mamatov (*1937), biatlonista
- Alexander Alexandrovič Razborov (*1963), matematik a informatik